# Liste der Kulturdenkmäler in Niederwallmenach
In der Liste der Kulturdenkmäler in Niederwallmenach sind alle Kulturdenkmäler der rheinland-pfälzischen Ortsgemeinde Niederwallmenach aufgeführt. Grundlage ist die Denkmalliste des Landes Rheinland-Pfalz (Stand: 8. Dezember 2023).

## Denkmalzonen
| Bezeichnung          | Lage                                                                                                  | Baujahr | Beschreibung                                                                 | Bild |
| -------------------- | --- | ------- | ---------------------------------------------------------------------------- | ---- |
| Denkmalzone Ortskern | Borngasse 2–11, Lindenstraße 1, 2, 4–11, Rheinstraße 1–7, Taunusstraße 1, 2, Weiseler Straße 1–5 Lage |         | intaktes Ortsbild mit einer hohen Dichte an meist verputzten Fachwerkhäusern | BW   |

## Einzeldenkmäler
| Bezeichnung              | Lage                                | Baujahr                            | Beschreibung | Bild                           |
| ------------------------ | ----------------------------------- | ---------------------------------- | --- | ------------------------------ |
| Wohnhaus                 | Borngasse 3 Lage                    | spätes 18. Jahrhundert             | stattliches Fachwerkhaus, teilweise massiv, Mansarddach, spätes 18. Jahrhundert; bauliche Gesamtanlage mit den Wirtschaftsgebäuden                                  | Fotos hochladen                |
| Wohnhaus                 | Borngasse 5 Lage                    | 18. Jahrhundert                    | Wohnhaus, teilweise verputzt und verschiefert, Zierfachwerk, 18. Jahrhundert                                                                                        | BW                             |
| Wohnhaus                 | Borngasse 7 Lage                    | 17. oder 18. Jahrhundert           | Fachwerkhaus, verputzt, wohl aus dem 17. oder 18. Jahrhundert | BW                             |
| Wohnhaus                 | Borngasse 8 Lage                    | 18. Jahrhundert                    | Fachwerkhaus, teilweise verputzt, 18. Jahrhundert, Zierverschieferung von 1906, Haustür und Freitreppe, um 1900                                                     | BW                             |
| Evangelische Pfarrkirche | Borngasse 10a Lage                  | 1717–19                            | dreiachsiger Saalbau, 1717–19 | weitere Bilder Fotos hochladen |
| Wohnhaus                 | Borngasse 11 Lage                   | 17. oder 18. Jahrhundert           | Fachwerkhaus, verputzt und mit Zierverschieferung, wohl aus dem 17. oder 18. Jahrhundert                                                                            | BW                             |
| Wohnhaus                 | Lindenstraße 8 Lage                 | 17. oder 18. Jahrhundert           | Fachwerkhaus, verputzt, wohl aus dem 17. oder 18. Jahrhundert | BW                             |
| Brunnen                  | Lindenstraße, neben Nr. 18 Lage     | Ende des 19. Jahrhunderts          | gusseiserner Ventilbrunnen, Ende des 19. Jahrhunderts | BW                             |
| Brunnen                  | Schäfergasse, bei Nr. 2 Lage        | zweite Hälfte des 19. Jahrhunderts | gusseiserner Pumpbrunnen, zweite Hälfte des 19. Jahrhunderts | BW                             |
| Wohnhaus                 | Schäfergasse 8 Lage                 | 17. oder 18. Jahrhundert           | Fachwerkhaus, verputzt und verschiefert, wohl aus dem 17. oder 18. Jahrhundert                                                                                      | BW                             |
| Wohnhaus                 | Taunusstraße 2 Lage                 | 17. oder 18. Jahrhundert           | Fachwerkhaus, verputzt, wohl aus dem 17. oder 18. Jahrhundert; Gesamtanlage mit Scheune und Stall                                                                   | BW                             |
| Wohnhaus                 | Weiseler Straße 1/2 Lage            | 17. oder 18. Jahrhundert           | Fachwerkhaus, verputzt und verkleidet, wohl aus dem 17. oder 18. Jahrhundert                                                                                        | BW                             |
| Wohnhaus                 | Weiseler Straße 7 Lage              | 17. oder 18. Jahrhundert           | Fachwerkhaus, verputzt, wohl aus dem 17. oder 18. Jahrhundert | BW                             |
| Wohnhaus                 | Weiseler Straße 8 Lage              | 18. Jahrhundert                    | Fachwerkhaus, verputzt, Mansarddach, wohl aus dem 18. Jahrhundert                                                                                                   | BW                             |
| Wohnhaus                 | Weiseler Straße 11 Lage             | 17. oder 18. Jahrhundert           | Fachwerkhaus, verputzt und verschiefert, wohl aus dem 17. oder 18. Jahrhundert                                                                                      | BW                             |
| Altkautenmühle           | südlich des Ortes am Forstbach Lage | zweite Hälfte des 19. Jahrhunderts | Mühlenhofanlage; Fachwerkhaus auf Bruchsteinsockel, teilweise verschiefert, zweite Hälfte des 19. Jahrhunderts; Gesamtanlage mit den zum Teil älteren Nebengebäuden | BW                             |